# سيميسكي
قالب:Expand Bashkir

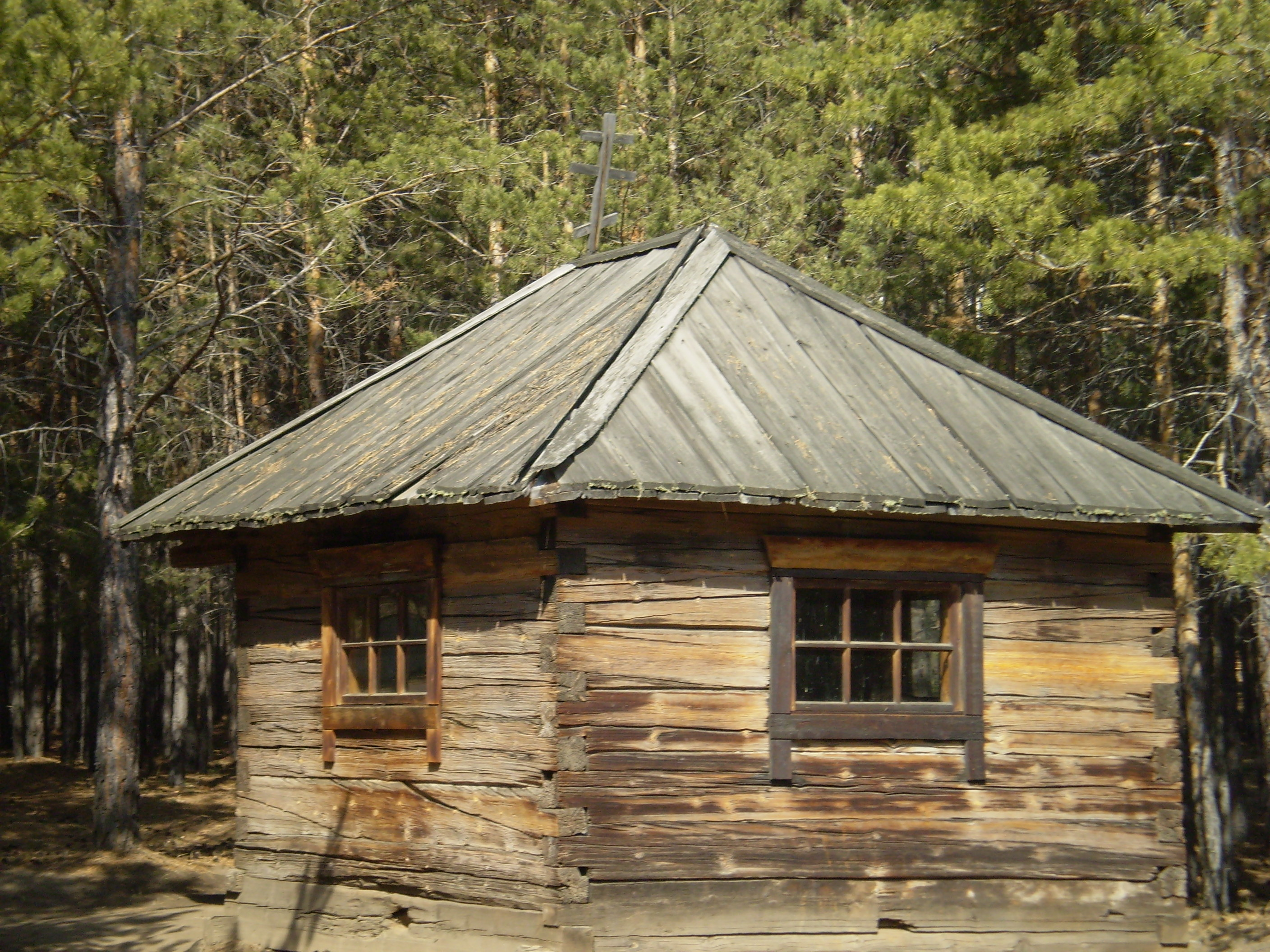
كنيسة المؤمنين القدامى في متحف الأنثروبولوجيا أولان أودي في بورياتيا

سيميسكي هم مجتمع من المؤمنين القدامى الأرثوذكس الذين عاشوا في ترانسبايكال منذ عهد كاترين العظيمة. جاءت طقوس وشعائر المؤمنين القدامى في المعارضة إلى تلك التابعة للكنيسة الرسمية للدولة بعد إدخال إصلاحات الديانة في القرن السابع عشر المعروفة باسم راسكول. أصبحت تلك الذين رفضوا الإصلاحات معروفين باسم "المؤمنين القدامى" واستمروا في ممارسة إيمانهم على الرغم من القمع. كانت السميسكية مجموعة خاصة من المؤمنين القدامى الذين فروا إلى غوميل في بيلاروس (كانت في ذلك الوقت جزءًا من بولندا). ثم نفت كاترين العظيمة هذه المجموعة إلى بورياتيا، بحجة أنهم يمكنهم هناك أن يصبحوا مزارعين لحراس القوزاق الذين دافعوا عن حدود الإمبراطورية. ويعيش أحفاد هؤلاء السميسكيين الأصليين في المنطقة منذ ذلك الحين.

## الثقافة
لدى السميسكي تقليد شفهي طويل، في الكلام فضلاً عن الموسيقى الصوتية. تتميز أغاني السميسكي بالتنافر المتعدد الألحان في كل من الموسيقى المقدسة والعلمانية. تختلف موضوعات الأغاني كثيرًا، من النصوص الدينية إلى الأغاني اليومية. وقد تم وضع الفضاء الثقافي والثقافة الشفهية للسميسكي في قائمة اليونسكو لالتراث الثقافي غير المادي للإنسانية في عام 2001.<ref name="UNESCO - Cultural space and oral culture of the Semeiskie">"الفضاء الثقافي والثقافة الشفهية للسميسكي". اليونسكو. مؤرشف من الأصل في 2023-07-30. اطلع عليه بتاريخ 2012-04-25.</